# Elizabeth Álvarez
Elizabeth Álvarez Ronquillo (Ciudad Juárez, 30 de agosto de 1977), conocida como Elizabeth Álvarez, es una actriz mexicana.

## Biografía
Nació en Ciudad Juárez, Chihuahua. Como en su ciudad no podía estudiar actuación, debido a que no había un centro educativo que le enseñara, estudió Ciencias de la Comunicación, que era lo más aproximado a la actuación, en la Universidad Autónoma de Chihuahua. A su mayoría de edad, se fue a vivir al DF (Ciudad de México) y estudió en el Centro de Educación Artística (CEA) de Televisa.
Debutó en el cine con el largometraje Sexos prósperos, acompañada por Diana Bracho, Carmen Salinas, Consuelo Duval y Alberto Estrella, entre otros, dirigida por Marta Luna, quien también se estrenaba en este ámbito.
Participa en el año 2002 en una producción de Emilio Larrosa: la telenovela Las vías del amor, interpretando a Sonia, una antagonista irresponsable que no mide las consecuencias de sus actos. Gracias a este papel, la actriz recibió muchos otros trabajos y ganó fama por parte del público.
En marzo de 2004, entra a formar parte de la tercera edición del programa de telerrealidad Big Brother VIP, de donde sale como tercera expulsada.
En 2006, tiene una destacada y reconocida participación coestelar en la exitosa telenovela La fea más bella, compartiendo créditos con Angélica Vale, Jaime Camil y Paty Navidad, donde deleitó al público con su interpretación como la frívola Marcia Villaroel, una antagonista cómica y a la vez una gran coprotagonista que le valió ganarse el cariño del público. Por esta participación, Elizabeth ganó el premio TVyNovelas como mejor actriz de reparto en el año 2007.
A principios de 2008, termina su relación de cuatro años con el también actor Carlos de la Mota. con quien compartió créditos en Las vías del amor, La fea más bella y, años más tarde, en Corazón indomable.
En 2008, realiza su primer protagónico en la telenovela Fuego en la sangre, de Salvador Mejía, donde comparte créditos con los actores Adela Noriega, Eduardo Yáñez, Nora Salinas, Pablo Montero y Jorge Salinas, con quien formó una relación.
Durante las filmaciones de Las vías del amor, se rumoreó que sostenía un romance con su compañero Jorge Salinas. Aunque ellos siempre lo negaron. Años más tarde, tras compartir créditos en diversas telenovelas, la exesposa de Salinas confirmó la relación entre la pareja de actores que ambos negaron. Meses más tarde, luego de terminar la telenovela Fuego en la sangre, a pesar de que se les vio juntos en diversas ocasiones, confirmaron su relación amorosa que empezó el 14 de febrero de 2009. Años más tarde, contrajeron matrimonio el 15 de octubre de 2011 en la antigua Hacienda San Agustín, donde se filmó parte de la telenovela Fuego en la sangre, por lo que actualmente son esposos.
En 2011, protagoniza Amorcito corazón, junto con Diego Olivera, África Zavala y Daniel Arenas.
En 2013, la productora Nathalie Lartilleux le da la oportunidad de ser la villana principal de la adaptación de Marimar: la telenovela Corazón indomable, donde interpretó a la malvada Lucía Bravo. Aquí compartió créditos con Ana Brenda, Daniel Arenas, Carlos Cámara Jr. y René Strickler.
A mediados de 2015, confirma su embarazo, anunciando que espera mellizos.
El 2 de diciembre de 2015, anuncia el nacimiento de sus mellizos en El Paso, Texas. Dos meses más tarde, reveló los nombres y las primeras imágenes junto con su esposo.
En 2017, es estrenada la telenovela El vuelo de la Victoria, donde interpreta a la malvada Magdalena Sánchez.

## Filmografía

### Televisión
| Año       | Proyecto                     | Rol                           |
| --------- | ---------------------------- | ----------------------------- |
| 2023-2024 | Nadie como tú                | Begoña Toledano Maciel        |
| 2022      | La herencia                  | Déborah Portillo Peralta      |
| 2017      | El vuelo de la Victoria      | Magdalena Sánchez             |
| 2013      | Corazón indomable            | Lucía Bravo de Narváez        |
| 2011-2012 | Amorcito corazón             | Isabel Cordero Valencia       |
| 2009      | Sortilegio                   | Irene Fernández               |
| 2008      | Fuego en la sangre           | Jimena Elizondo Acevedo       |
| 2006-2007 | La fea más bella             | Marcia Villaroel Drummond     |
| 2005      | Contra viento y marea        | Minerva Olmos Lizárraga       |
| 2005      | Sueños y caramelos           | Rocío de los Santos           |
| 2003      | Velo de novia                | Dulce María Salazar           |
| 2003      | Mujer, casos de la vida real | Patricia/Victoria/Araceli     |
| 2003      | Tu historia de amor          | Raquel                        |
| 2002-2003 | Las vías del amor            | Sonia «Francis» Vázquez Solís |
| 2001-2002 | Navidad sin fin              | Yolanda                       |
| 2001      | Amigas y rivales             | Rocío                         |
| 2001      | Atrévete a olvidarme         | Estrellita                    |
| 2000      | Mi destino eres tú           | Linda                         |

### Cine
| Año  | Película        | Personaje |
| ---- | --------------- | --------- |
| 2007 | Liliana         | Liliana   |
| 2004 | La vulka        | Lola      |
| 2002 | Sexos prósperos |           |

### Teatro
| Año  | Obra                   | Personaje |
| ---- | ---------------------- | --------- |
| 2010 | Tú qué harías por amor | Silvana   |
| 2010 | Perfume de gardenia    | Mercedes  |

### Programas en televisión
| 2002-2004 | Big Brother VIP | 3.ª eliminada |

## Premios y nominaciones

### Premios TVyNovelas
| Año  | Categoría                                                     | Proyecto          | Resultado |
| ---- | ------------------------------------------------------------- | ----------------- | --------- |
| 2007 | Mejor actriz de reparto                                       | La fea más bella  | Ganadora  |
| 2014 | Villana favorita                                              | Corazón indomable | Nominada  |
| 2014 | Cachetada favorita (Ana Brenda Contreras a Elizabeth Álvarez) | Corazón indomable | Nominada  |

### Premios El Heraldo de México
| Año  | Categoría               | Proyecto           | Resultado |
| ---- | ----------------------- | ------------------ | --------- |
| 2000 | El rostro de El Heraldo | Mi destino eres tú | Coronada  |
| 2003 | Mejor actriz revelación | Las vías del amor  | Ganadora  |

### Premios Fama (Miami)
| Año  | Categoría    | Proyecto         | Resultado |
| ---- | ------------ | ---------------- | --------- |
| 2007 | Best Badgirl | La fea más bella | Ganadora  |

### Premios People en Español
| Año  | Categoría               | Proyecto          | Resultado |
| ---- | ----------------------- | ----------------- | --------- |
| 2013 | Mejor actriz antagónica | Corazón indomable | Nominada  |